# 荒川橋梁 (八高線)
荒川橋梁（あらかわきょうりょう）は、埼玉県大里郡寄居町寄居と同町折原の間で荒川に架かる東日本旅客鉄道（JR東日本）八高線の鉄道橋である。

## 概要
橋梁は荒川河口から95.7 kmの位置で折原駅と寄居駅の間を流れる荒川に架かる。両岸とも河岸段丘域になっていて低水路と断崖上の段丘面との高低差が大きいことから、堤防などの河川設備がないため、橋梁のアプローチ区間は存在せず、橋は右岸側と左岸側の段丘面を直接結んでいる。
形式は開床式鋼橋の鉄道橋梁で、橋長は137.8 mである。右岸側の1径間は単線上路平行弦ワーレントラス桁で、鋼材重量189 tf（重量トン）、支間長66 m（WTT466-2）である。左岸側の3径間は単線上路プレートガーダー（内、寄居側の2径間はポーナル型プレートガーダー）である。キャットウォーク（作業用通路）が橋の下流側に設けられている。橋の両側はカーブしており、左岸側は半径300メートルの曲線で右にカーブしている。

### 諸元
- 構造形式 - 下路式平行弦ワーレントラス（1径間）
- 橋長 - 137.8メートル[1]
- 幅員 - 5.5メートル[1]
- 鋼重 - 189 tf
- 活荷重 - KS14
- 着工 - 1932年（昭和7年）11月1日[3]
- 竣工 - 1934年（昭和9年）4月15日[3]
- 開通 - 1934年（昭和9年）10月6日
- 施工主体 - 鉄道省
- 橋桁製作 - 川田工業（トラス桁）

## 歴史
当橋梁は鉄道省八高線の最後まで未開通だった小川町・寄居間の延伸工事に伴って架けられたものである。施工は請負で合資会社西本組（現、三井住友建設）が行い、1934年（昭和9年）10月6日に小川・寄居間が開通し、八高線は全通した。線形は折原から寄居の市街地に向けて直線的に設計すると、両地域の高低差が大きいことから、荒川に建設する橋梁は大規模なものを架けなければならず、さらに急勾配な路線となってしまうため、市街地の西側に大きく迂回して勾配を緩和するような線形となった。開通当時の橋梁は現在の秩父鉄道荒川橋梁の様な5径間連続の単線上路式プレートガーダー橋であった。左岸側2径間は支間長19.50メートルのポーナル型プレートガーダー橋で、他の3径間よりスパン長が短くなっている。橋脚はコンクリート製である。橋桁の架設はトラスの手延べ桁を使用した押し出し工法が用いられている。
1949年（昭和24年）6月1日に日本国有鉄道法施行に伴い、日本国有鉄道（国鉄）が発足し国鉄の橋梁となった。
また、荒川橋梁が架けられた当時、左岸は大里郡寄居町、右岸は大里郡折原村だった1955年（昭和30年）の合併により両岸とも寄居町となった。この橋は1958年（昭和33年）に橋脚が補修された。
最も南側の流心の箇所に存在した第1号橋脚は河床低下や流水による洗掘の影響を受け、根固め工の流失が生じた ことから渡河部分である右岸側2径間のプレートガーダーと共に撤去され、代わりに1986年（昭和61年）に耐候性鋼を使用した川田工業製（現、川田テクノロジーズ）の1径間の下路式平行弦ワーレントラス橋に架け換えられ、現在に近い状況に改修されている。
1987年（昭和62年）4月1日に橋梁は国鉄分割民営化により東日本旅客鉄道（JR東日本）に継承された。

## 周辺
橋の左岸側は寄居町の市街地である。橋の周囲は埼玉県立長瀞玉淀自然公園区域に位置している。
また、この付近の荒川は河岸段丘域で深い渓谷を刻み、河岸は岩肌が目立つ。かつては橋が架けられている付近には、江戸期より子持瀬の渡し（上の渡しとも）と呼ばれる秩父道に属する私設の渡船場が存在した。
- 玉淀河原
- 寄居駅
- 寄居郵便局
- 寄居町立寄居小学校
- 寄居町立折原小学校
- 鉢形城址 - 国の史跡
  - 鉢形城公園
  - 鉢形城歴史館
- 子持瀬の渡し跡 - やや下流側の地点にある[10]。

## 風景

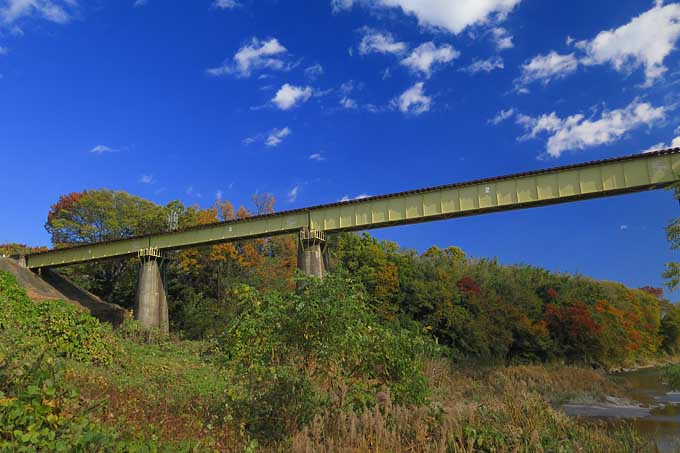
荒川橋梁のプレートガーダー桁。左側2径間はポーナル型プレートガーダー橋である。
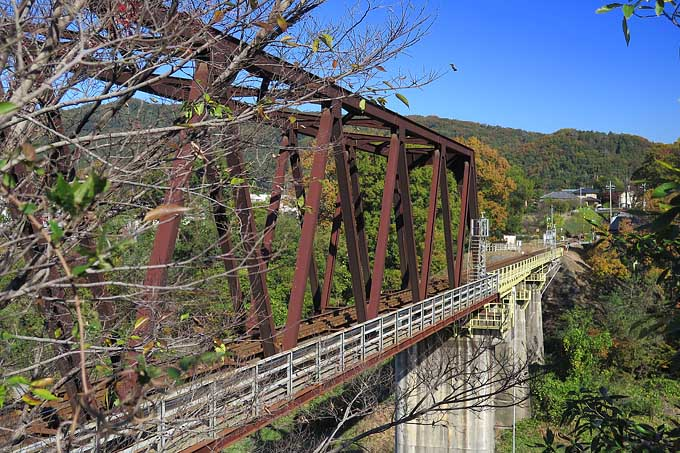
右岸下流側より。
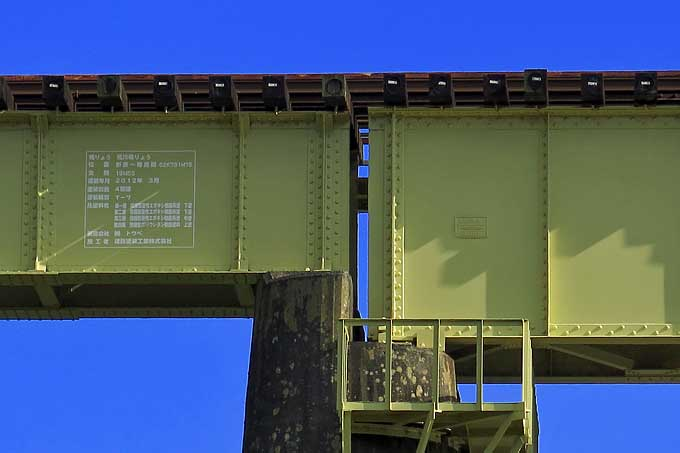
通常桁とポーナル桁との架け違い部分。
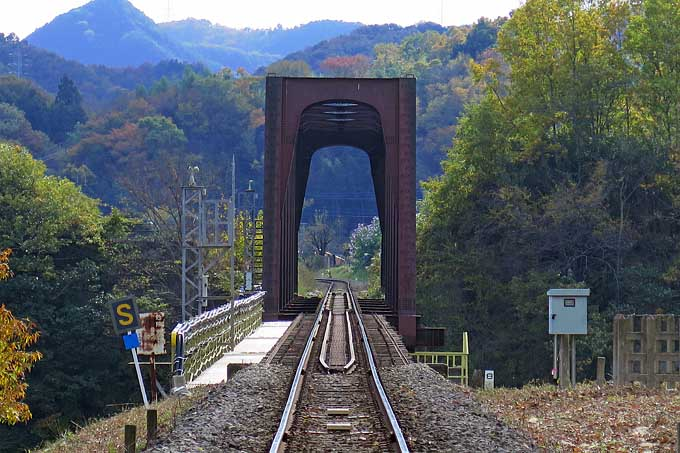
左岸側橋詰より望む。

## 隣の橋
- 荒川

（上流） - 末野大橋 - 折原橋 - 荒川橋梁 - 正喜橋  - 荒川橋梁- （下流）